# ایوان رتلیف
ایوان رتلیف (زاده ۱۹۷۶) نویسنده و روزنامه نگار آمریکایی است. او مدیر عامل و بنیانگذار شرکت رسانه و نرم‌افزار آتاویست است. رتلیف همچنین با مجله وایرد و نیویورکر کار کرده‌است. او کتاب مسترمایند را نوشته، و در نوشتن چندین کتاب نقش داشته‌است.

## شغل
رتلیف یکی از همیار نویسندگان Safe: the Race to Protect Ourselves in a Newly Dangerous World است. مقاله "The Zombie Hunters: On the Trail of Cyberextortionists," او در سال ۲۰۰۵ در نیویورکر به چاپ رسید، و به عنوان بهترین مقاله تکنولوژی سال ۲۰۰۶ انتخاب شد.
او همچنین نویسنده کتاب مسترمایند: در شکار قدرتمندترین جنایتکار جهان است، کتاب دربارهٔ پاول لرو است.